# لينكا جريكوفا
لينكا جريكوفا مواليد 11 أغسطس 1990 في براتيسلافا، هي لاعبة كرة مضرب سلوفاكية تلعب باليد اليمنى وتحتل حالياً المرتبة 574 (29 فبراير 2016) في تصنيف رابطة محترفات كرة المضرب. أعلى تصنيف لها في الفردي كان 196. أعلى تصنيف لها في الزوجي كان 326.

## روابط خارجية
- لينكا جريكوفا على موقع رابطة محترفات التنس (الإنجليزية)
- لينكا جريكوفا على موقع الاتحاد الدولي لكرة المضرب (الإنجليزية)
- لينكا جريكوفا على موقع خلاصة التنس.كوم (الإنجليزية)